# Huis Howard
Het Huis Howard is een oud Engels aristocratisch geslacht dat gebied en verschillende titels bezit in de regio’s East of England en South East England. Hun belangrijkste titel is die van hertog van Norfolk. De leden van het Huis Howard zijn onderdeel van de Peerage van Engeland sinds 1483, toen koning Richard III uit het Huis Plantagenet aan John Howard de titel van hertog van Norfolk verleende.
De leden van het geslacht dienden als adelsmaarschalk. Na de reformatie in Engeland bleven veel Howards het rooms-katholieke geloof trouw, en waren daarmee het aanzienlijkste recusante adellijk huis in het protestantse Engeland. Twee leden uit het huis, Philip Howard, 20e graaf van Arundel, en William Howard, 1e burggraaf van Stafford, staan als martelaar te boek en werden heilig respectievelijk zalig verklaard.
Het Huis Howard heeft tijdens de Britse geschiedenis een prominente rol gespeeld. De familie claimt af te stammen van Hereward the Wake, die zich verzette tegen de Normandische verovering van Engeland. Waarschijnlijker echter is dat Sir John Howard, 1e graaf van Norfolk, de stamvader is. Hij vocht zich in 1485 dood tijdens de Slag bij Bosworth, in een poging om het Huis York te verdedigen.
De bekendste telg uit het adellijk huis is waarschijnlijk Catherine Howard, de vijfde vrouw van Hendrik VIII. Haar oom Thomas Howard, 3e hertog van Norfolk, speelde een belangrijke rol in de politiek van Hendrik VIII. Charles Howard, 1e graaf van Nottingham, diende als admiraal van de Engelse vloot, die wist te voorkomen dat de Spaanse Armada Engeland binnenviel.
De hoofdtak van dit huis voerde de titel van hertog van Norfolk, evenals de titels graaf van Arundel, graaf van Surrey, graaf van Norfolk en zes barontitels. De titel van graaf van Arundel werd in 1580 vergaard toen het Huis Howard ervoor zorgde dat de titel van het in mannelijke linie uitgestorven huis FitzAlan nieuw leven ingeblazen werd. De familie FitzAlan stamde af van het Huis Stuart en die afstamming gaat terug tot de tijd dat de familie vanuit Bretagne in Engeland aankwam. Thomas Howard, de 4e graaf van Norfolk trouwde met Mary FitzAlan, die na de dood van haar broer Henry in 1556 de bezittingen in Arundel van haar vader Henry FitzAlan, 19e graaf van Arundel verkreeg, waarna Thomas ook graaf van Arundel werd. Hun zoon Philip Howard, 20e graaf van Arundel, nam de naam FitzAlan-Howard aan en hield residentie in Arundel Castle.
Er bestaan ook enkele zijlinies: de Howards van Effingham, Howards van Carlisle, Howards van Suffolk en de Howards van Penrith.
Arundel Castle was meer dan vierhonderd jaar in de handen van de familie van de hertog van Norfolk en fungeert nog steeds als hoofdkwartier. Het gebouw heeft een monumentale status in de eerste graad, het is van bijzonder belang.

## Geschiedenis

### Voorgeschiedenis

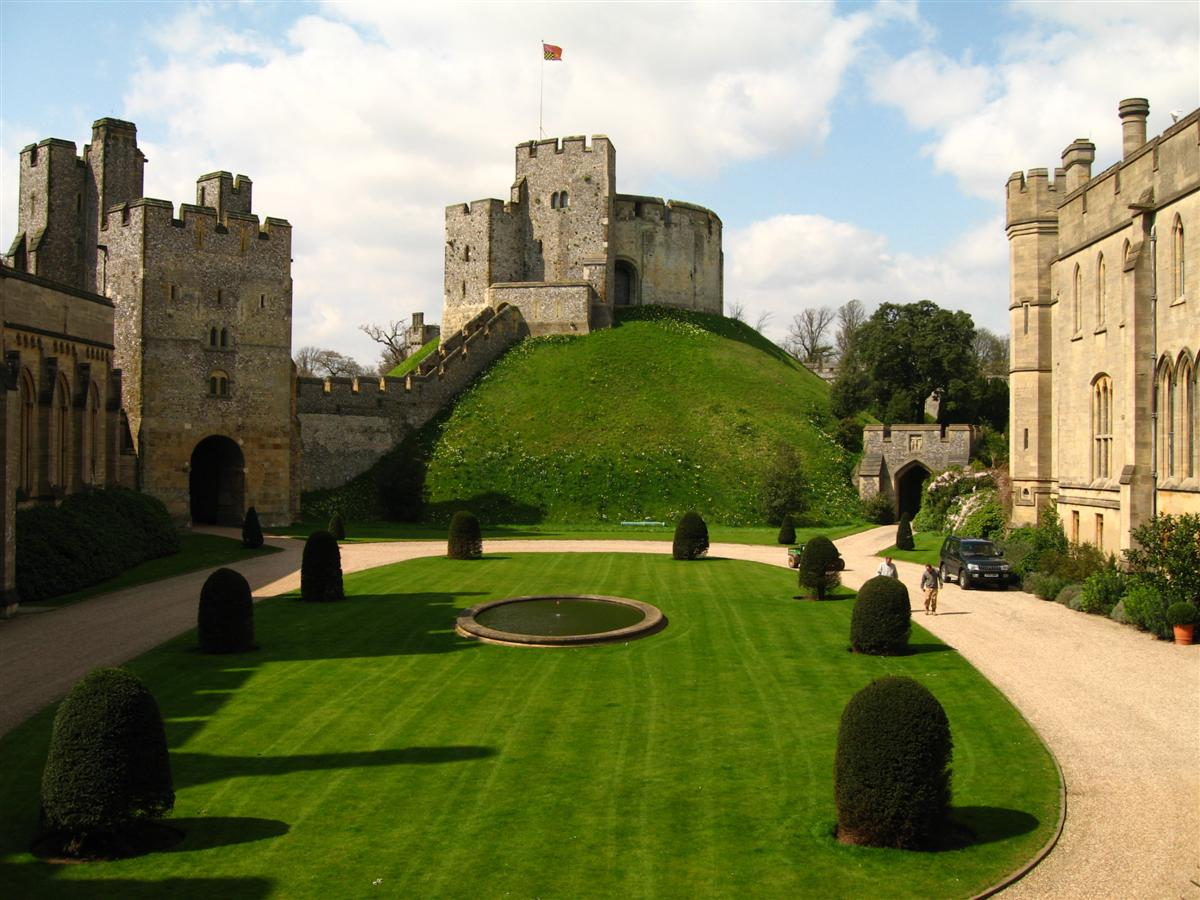
Arundel Castle, de residentie van eerst de familie Fitzalan en later het Huis Howard.

Het Huis Howard claimt dat ze afstammen van Hereward the Wake die uit het nabije Mercia afkomstig was. Hij verzette zich, volgens de Engelse folklore, vanuit zijn residentie in Isle of Ely tegen de Normandische verovering van Engeland. Hij zou de zoon zijn van Leofric, graaf van Mercia en Lady Godiva en zijn wortels zouden uiteindelijk naar de stad Leicester terug te leiden zijn.
Het is waarschijnlijker dat het huis eind dertiende eeuw is ontstaan toen Sir William Howard als rechter in het Britse Lagerhuis in het modelparlement van 1295 een zetel had. De zoon van Sir William Howard, Sir John Howard, sheriff van Norfolk en Suffolk, trouwde met Joan de Cornwall, de kleindochter van Richard van Engeland, 1e graaf van Cornwall.

### Hertog van Norfolk en adelsmaarschalk

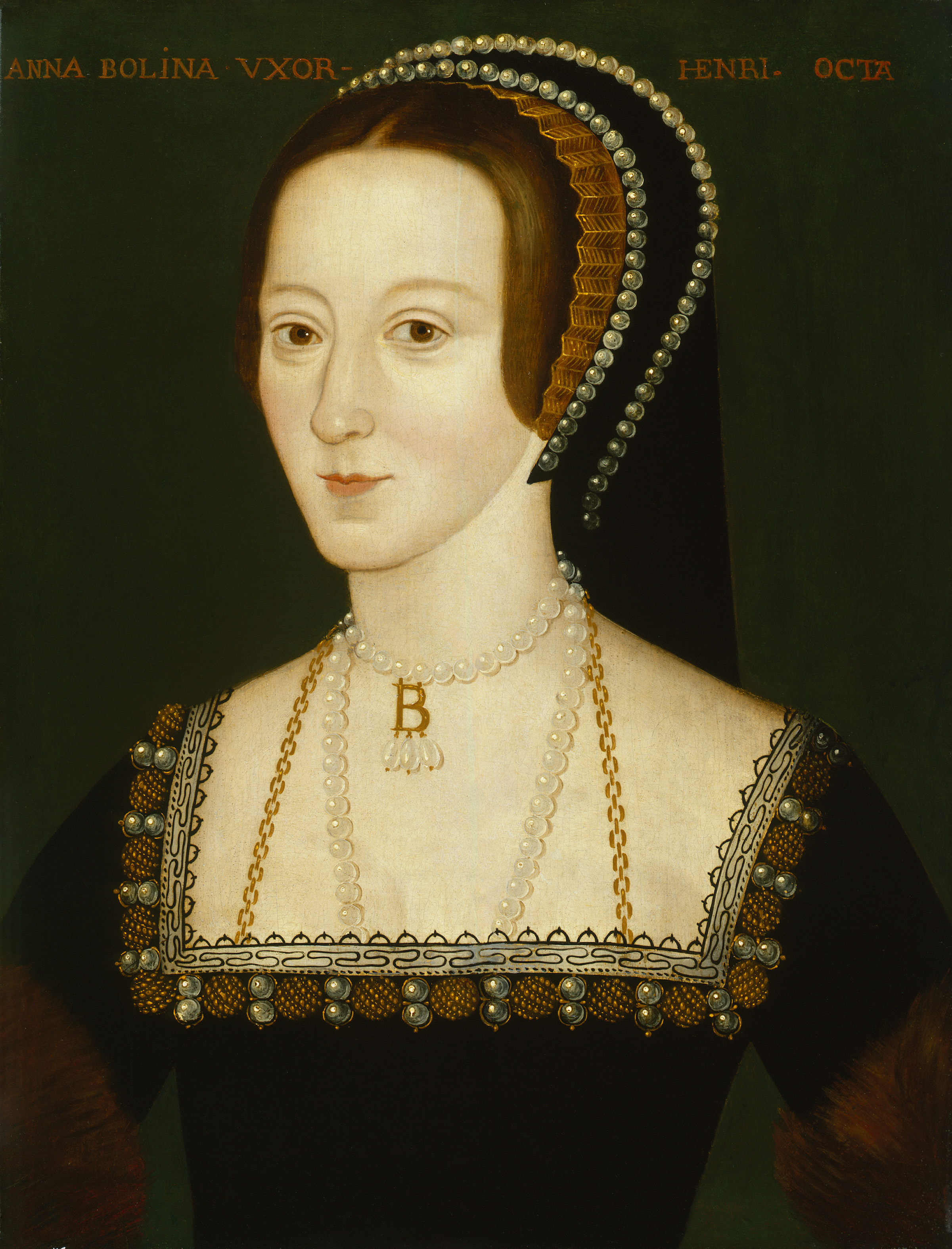
Anna Boleyn, tweede vrouw van koning Hendrik VIII

De leden van het Huis Howard werden hertog van Norfolk toen Sir Robert Howard, de kleinzoon van Sir William Howard, met Lady Margaret Mowbray, de dochter van Thomas Mowbray, 1e hertog van Norfolk (1366–1399), trouwde. In 1476 stierf de mannelijke lijn Mowbray uit en in 1481 overleed hertogin Anne de Mowbray, 8e gravin van Norfolk op negenjarige leeftijd, waardoor de titel dreigde te verdwijnen. Haar echtgenoot Richard van Shrewsbury, 1e graaf van Norfolk, de zoon van koning Eduard IV, werd nu de opvolger, maar Richard II van Engeland maakte John Howard, 1e hertog van Norfolk tot hertog van Norfolk ter gelegenheid van het tweehonderdjarige bestaan van de titel Baron van Mowbray, op 28 juni 1483. John kreeg van koning Eduard IV de naam Lord Howard toegewezen toen hij in het Parlement zitting nam en hij kreeg de titel van adelsmaarschalk toegewezen. De zoon van John Howard, Thomas Howard, 2e hertog van Norfolk, was de grootvader van twee koningsdochters namelijk Anna Boleyn en Catharina Howard, twee vrouwen van koning Hendrik VIII.
Het Huis Howard bleef tijdens de recusatie en tijdens de daaropvolgende Engelse reformatie het rooms-katholieke geloof trouw. Dit zorgde ervoor dat ze hun zetel in het Hogerhuis niet altijd in konden nemen. Het Huis Howard is altijd het meest prominente katholieke huis gebleven.

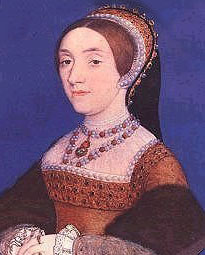
Catherine Howard vijfde vrouw van koning Hendrik VIII

Vanaf de vijftiende tot de zeventiende eeuw werden diverse pogingen gedaan om de familie de titels van hertog en aartsmaarschalk af te nemen. De leden van het Huis Howard wisten de titel van Graaf van Arundel door overerving te verkrijgen. Koning Karel II zorgde ervoor dat de familie zijn titels voorgoed kon behouden.
De familie kreeg diverse zijtakken:
- Huis Howard van Penrith, een jongere lijn die van de 12e hertog van Norfolk afstamde;
- Huis Howard van Suffolk, een linie die afstamde van de tweede zoon van de 2e en 4e graaf van Norfolk;
- Huis Howard van Carlisle, een linie afstammend van de derde zoon van de 4e graaf van Norfolk.
- Huis Howard van Effingham, een linie die afstamde van de vierde zoon van de 2e graaf van Norfolk die aartsmaarschalk en aanvoerder was van de marine tegen de Spaanse Armada. Hij verkreeg vreemd genoeg de titel van hertog niet terug.